# Ragnall ua Ímair
Ragnall ua Ímair (... – 921) è stato un re vichingo-gaelico di Northumbria e dell'Isola di Man al principio del X secolo.

## Biografia
Nipote di Ímar e membro degli Uí Ímair, Ragnall era probabilmente tra i vichinghi espulsi da Dublino nel 902 e portatisi in Scozia. Nel 917, insieme al congiunto Sitric Cáech, armò una flotta e si riportò in Irlanda, combattendo con successo vari re locali. Sitric riconquistò con successo Dublino e vi si stabilì come re, mentre Ragnall tornò in Britannia. Combatté contro Costantino II di Scozia nella battaglia di Corbridge (918) e prese per sé il Regno di Jórvík.
Il dominio di Ragnall su York fu immediatamente sfidato da un gruppo di vichinghi cristiani contrari al suo paganesimo. Questo gruppo cercò di organizzare un'alleanza con Ethelfleda di Mercian che morì però nello stesso anno. Durante il regno di Ragnall venne battuta moneta in tre occasioni distinte (anche se si suppone per ordine dell'arcivescovo di York, Hrotheweard). Nel 920 Ragnall ed i suoi vicini re del nord raggiunsero un accordo con Edoardo il Vecchio del Wessex anche se è questione di disputa l'effettiva sottomissione di Ragnall a Edoardo.
Ragnall, "Re dei Dubgaill e dei Finngaill" morì nel 921. Gli succedette come re di Jorvik il cugino Sitric Cáech.